# Joaquim Ramos Guerreiro
Joaquim José Ramos Guerreiro (Loulé, 15 de Dezembro de 1967 - Loulé, 2 de Setembro de 2017) foi um político português. Trabalhou nas Câmaras Municipais de Loulé e de Faro, tendo sido responsável por dinamizar a cultura das duas cidades algarvias, principalmente através da criação de importantes eventos, como o Festival MED e a Noite Branca em Loulé, e o Festival F e o Alameda Beer Fest, em Faro.

## Biografia

### Nascimento e formação
Nasceu em 15 de Dezembro de 1967, na localidade de Loulé. Frequentou o Instituto Superior Dom Afonso III, onde concluiu a licenciatura em Gestão de Marketing e Publicidade.

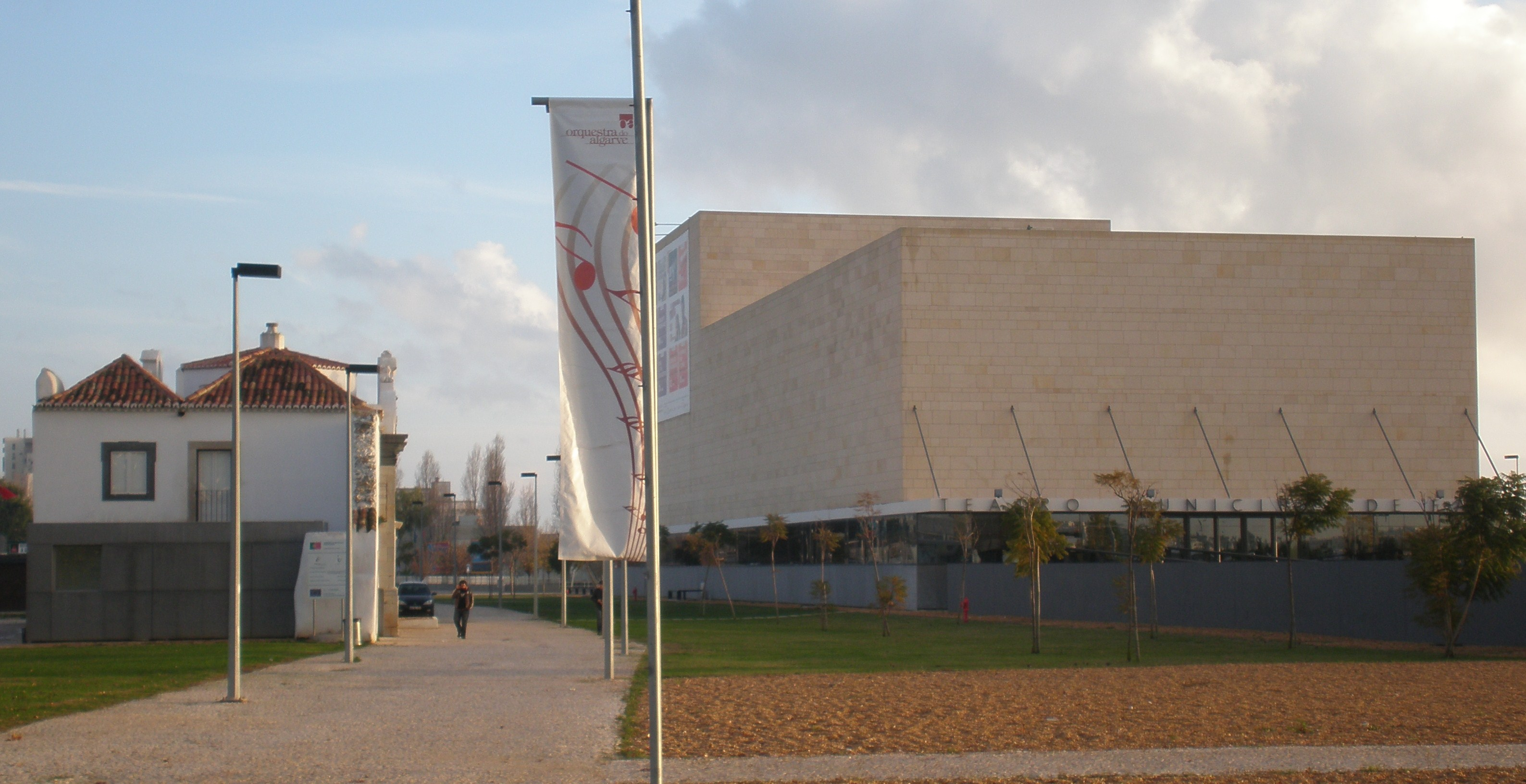
Complexo do Teatro Municipal de Faro, com o Teatro das Figuras à direita, enquanto que à esquerda situa-se o edifício histórico da Horta do Ourives.

### Carreira política e empresarial
Exerceu como chefe de gabinete de apoio ao presidente da Câmara Municipal de Loulé, onde também trabalhou como coordenador do Gabinete de Comunicação e Relações Públicas. Entre 1993 e 2001 ocupou a posição de deputado na Assembleia Municipal de Loulé, como representante do Partido Social Democrata. Em Outubro de 2009, foi eleito como vereador na autarquia, acumulando os pelouros da cultura, do turismo e dos eventos. Ficou conhecido por ter desenvolvido a vida cultural do concelho, tendo criado vários importantes eventos, como o Festival MED em 2004, a Noite Branca em 2007, que ganharam diversas distinções, e o Salir do Tempo. Também foi o principal responsável pela requalificação do Cine-Teatro Louletano. Também deu um importante impulso ao desporto no concelho, através da criação de iniciativas como o Plano CICLOULÉ, a Gala do Desporto do Concelho de Loulé, e a candidatura de Loulé a Cidade Europeia do Desporto 2015.
Na sequência das eleições autárquicas de 2013, Joaquim Guerreiro foi nomeado, em Maio de 2014, para a posição de director delegado, no Teatro Municipal de Faro, lugar que ocupou até ao seu falecimento. Durante o seu mandato, o Teatro das Figuras conheceu um substancial avanço, tendo atingido o número recorde de 48 mil espectadores em 2017. Também deu um grande desenvolvimento à animação cultural daquela cidade, tendo sido responsável por eventos como o Festival F e o Alameda Beer Fest. Foi igualmente um dos principais impulsionadores da candidatura de Faro a Capital Europeia da Cultura.
Trabalhou igualmente como coordenador associativo na Delegação Regional do Instituto da Juventude, em Faro, e foi professor na disciplina de Trabalhos Oficinais, na Escola Engenheiro Duarte Pacheco, nos princípios da Década de 1990. Esteve igualmente integrado no Ministério da Economia, e exerceu como dirigente associativo durante muitos anos, tendo sido um dos fundadores do Rádio Clube de Loulé, nos anos 80.
Também presidiu às delegações da Juventude Social Democrata de Loulé e do Algarve, e assumiu vários cargos nas divisões regional e de Loulé do Partido Social Democrata, sendo um dos vice-presidentes da concelhia de Loulé aquando do seu falecimento. Nos princípios de 2017, foi candidato à Câmara Municipal de Loulé pelo Partido Social Democrata, mas foi forçado a abandonar o processo eleitoral em Abril, devido a problemas de saúde.

### Falecimento
Joaquim Guerreiro faleceu em 2 de Setembro de 2017, aos 49 anos de idade, no Hospital de Loulé, vítima de um cancro. O funeral teve lugar na Igreja Matriz de Querença, tendo contado com a presença de várias centenas de pessoas.

## Homenagens
No dia seguinte ao da sua morte, foi homenageado durante a sessão do Festival F, em Faro. Na sequência da sua morte, a Câmara Municipal de Faro emitiu uma nota de pesar, onde enalteceu o seu «legado de grande valor humano e profissional» e recordou o seu papel como dinamizador da cultura de Faro: «O Festival F, o Alameda Beer Fest, bem como a nova dinâmica e programação do Teatro das Figuras, são algumas das muitas obras que aí ficam, para usufruto de todos os Farenses e que contam com o seu enorme contributo.». A autarquia de Loulé também publicou uma nota de pesar, destacando o seu contributo para a cultura do concelho: «À sua criatividade e energia Loulé ficou a dever-lhe a conceção e implementação de eventos festivos e culturais de grande valor de que destacamos o Festival MED e a Noite Branca.».
Em Maio de 2018, foram inauguradas as placas toponímicas em homenagem a Joaquim Guerreiro e ao historiador Luís Manuel Guerreiro, em duas artérias na Urbanização da Boa Entrada, em Loulé. Durante a cerimónia, o presidente da Câmara Municipal, Vítor Aleixo, recordou o papel de Joaquim Guerreiro na dinamização cultural do concelho: «A ele devem-se algumas das criações na área da Cultura e do entretenimento mais emblemáticas do Concelho de Loulé. Foram, de facto, iniciativas que trouxeram uma diferenciação muito positiva relativamente àquilo que era comum fazer-se. Refiro-me concretamente ao Festival MED e à Noite Branca que, acredito, continuarão a ser os acontecimentos festivos desta nova raiz mais contemporânea com mais potencial para se manterem. Estas criações devem-se ao espírito voluntarista e empreendedor do Joaquim Guerreiro.». Também foi homenageado durante a edição do Festival MED desse ano. Em Setembro, foi galardoado, de forma póstuma, com a medalha de mérito do município de Faro.